# صموئيل أومبرتو رومانو
صموئيل أومبرتو رومانو (بالإيطالية: Samuel Umberto Romano)‏ هو موسيقي وملحن وكاتب أغاني إيطالي، ولد في 7 مارس 1972 في تورينو في إيطاليا.

## وصلات خارجية
- صموئيل أومبرتو رومانو على موقع IMDb (الإنجليزية)
- صموئيل أومبرتو رومانو على موقع ميوزك برينز (الإنجليزية)
- صموئيل أومبرتو رومانو على موقع أول ميوزيك (الإنجليزية)
- صموئيل أومبرتو رومانو على موقع ديسكوغز (الإنجليزية)